# Comuna Țintești, Buzău
Țintești este o comună în județul Buzău, Muntenia, România, formată din satele Maxenu, Odaia Banului, Pogonele și Țintești (reședința).

## Așezare
Comuna se află la sud de orașul Buzău, în câmpia Buzăului și a Călmățuiului. Prin satul Maxenu, comuna este străbătută de șoseaua județeană DJ203D care, împreună cu DN2C, leagă Buzăul de Slobozia. Lângă Maxenu, din acest drum județeană se ramifică DJ204D, care trece prin satul Țintești și face legătura cu DN2B și comuna Gălbinași.

## Demografie
Componența etnică a comunei Țintești
     Români (90,61%)
     Alte etnii (0,1%)
     Necunoscută (9,29%)
Componența confesională a comunei Țintești
     Ortodocși (89,37%)
     Alte religii (0,93%)
     Necunoscută (9,7%)
Conform recensământului efectuat în 2021, populația comunei Țintești se ridică la 4.197 de locuitori, în scădere față de recensământul anterior din 2011, când fuseseră înregistrați 4.518 locuitori. Majoritatea locuitorilor sunt români (90,61%), iar pentru 9,29% nu se cunoaște apartenența etnică. Din punct de vedere confesional, majoritatea locuitorilor sunt ortodocși (89,37%), iar pentru 9,7% nu se cunoaște apartenența confesională.

## Politică și administrație
Comuna Țintești este administrată de un primar și un consiliu local compus din 13 consilieri. Primarul, Victor Vasile[*], de la Partidul Social Democrat, este în funcție din 1 noiembrie 2024. Începând cu alegerile locale din 2024, consiliul local are următoarea componență pe partide politice:
|  | Partid                    | Consilieri | Componența Consiliului | Componența Consiliului | Componența Consiliului | Componența Consiliului | Componența Consiliului | Componența Consiliului |
|  | ------------------------- | ---------- | ---------------------- | ---------------------- | ---------------------- | ---------------------- | ---------------------- | ---------------------- |
|  | Partidul Social Democrat  | 6          |                        |                        |                        |                        |                        |                        |
|  | Alianța Dreapta Unită     | 5          |                        |                        |                        |                        |                        |                        |
|  | Partidul Național Liberal | 2          |                        |                        |                        |                        |                        |                        |

## Istorie
În 1902, comuna Țintești făcea parte din plasa Câmpului din județul Buzău și era formată din cătunele Țintești și Pogoanele Mici, cu o populație de 870 de locuitori; în comună funcționau o școală și o biserică. Satul Pogoanele Mici (astăzi, Pogonele) a fost înființat în 1863, când foștii clăcași au cumpărat pământ pe moșia lui Grigore Hrisoscoleu. Pe atunci, satul Maxenu forma o comună de sine stătătoare, cu 900 de locuitori, aflată în aceeași plasă. La Maxenu funcționa o școală cu 57 de elevi și o biserică zidită în 1817 de Episcopia Buzăului, proprietara moșiei Maxenu-Vârtoapele, pe care s-a format satul. Cătunul Odaia Banului, cu 220 de locuitori și 44 de case, făcea parte atunci din comuna Simileasca.
În 1925, cele două comune, Maxenu și Țintești, făceau parte din plasa Glodeanurile a aceluiași județ. Satul Odaia Banului fusese și el transferat la comuna Maxenu, care avea în total 1806 locuitori. Comuna Țintești avea în componență satele Țintești și Țintești-Pogonelele, și o populație de 1564 de locuitori.
În 1950, cele două comune au fost incluse în raionul Buzău al regiunii Buzău și apoi (după 1952) al regiunii Ploiești. În 1968, comuna Maxenu a fost desființată și inclusă în comuna Țintești, rearondată județului Buzău, reînființat.

## Monumente istorice
Trei obiective din comuna Țintești sunt incluse în lista monumentelor istorice din județul Buzău, ca monumente de interes local. Două dintre ele sunt clasificate ca situri arheologice: o așezare din secolul al III-lea e.n. aparținând culturii dacilor liberi și descoperită în zona „Derii de Sus”, în grădina de zarzavaturi a fostului CAP din satul Maxenu; și o altă așezare de tip tell datând din mileniul al IV-lea î.e.n. (aparținând culturii Gumelnița din eneolitic).
Conacul Garoflid datând de la sfârșitul secolului al XIX-lea, din satul Țintești, este al treilea monument istoric, fiind clasificat ca monument de arhitectură.